# 光明院 (杉並区)
光明院（こうみょういん）は、東京都杉並区上荻二丁目にある真言宗豊山派の寺院。
創建は奈良時代以前と伝わっており、杉並区でも屈指の古刹と言われている。正式名称は慈雲山荻寺光明院といい、駅名にもなり当地付近の地名である荻窪の由来になった寺と言われている。

## 歴史
言い伝えによると奈良時代以前の和銅元年（708年）に名僧・行基作の仏像を背負って遊行していた僧がこの地を通りかかった際に、急にその仏像が重くなり、運べなくなったので、荻で草堂を作って仏像を安置したのが当寺院の始まりであると言われている。あたりが荻だらけだった当寺院は荻寺と呼ばれ、それが荻窪の地名のルーツになったと言われている。また、当寺院付近にある四面堂（現在の「四面道」）や「堂前」という地名も当寺院に由来するとされる。
本尊の千手観音は南北朝時代の作とされる。「荻窪の観音様」と呼ばれ、人々から厚く信仰されていた。境内からは本尊と同時代に作られたとみられる碑などが出土しており、南北朝時代には当寺院の基礎は出来ていたと言われている。
本堂は天保11年（1840年）に火災に遭い、嘉永3年（1850年）に再建されたものであるが、付近に甲武鉄道（現在の中央線快速）が通ることになったため1888年（明治21年）に北側に移設され、さらに1969年（昭和44年）に現在地に移築された。

## 施設・史跡
- 本堂
- 観音ホール - 大斎場。150名まで利用可。
- 慈雲殿斎場 - 小斎場。
- 納骨堂
- 閻魔堂 - 閻魔大王を祀っている堂。
- 泣きべそ地蔵
- 荻の小径
- 鐘楼堂[4]
- 墓地 - 現在は中央線の線路を挟んで南側にあり、本堂等がある場所から分断されている。

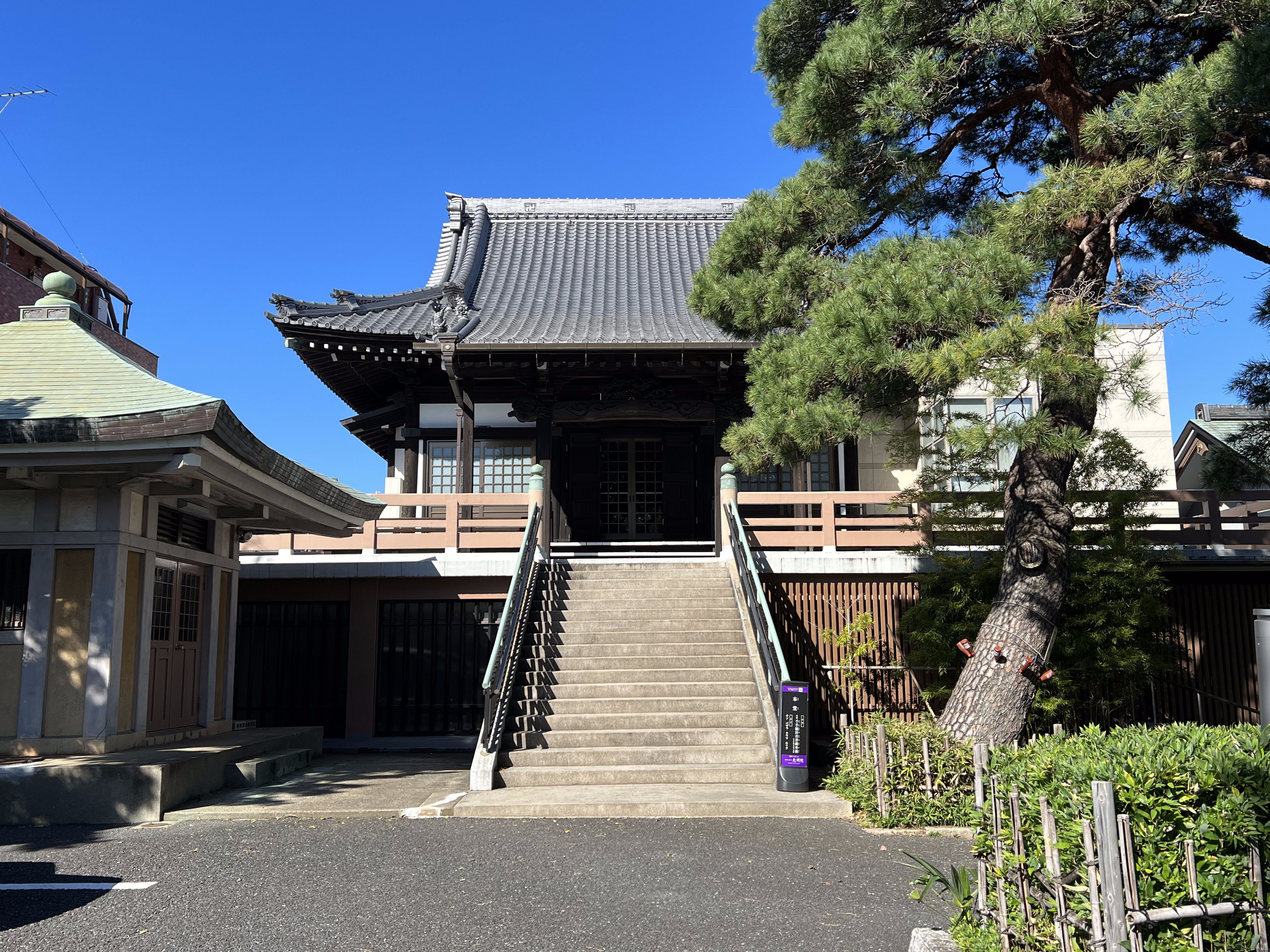
本堂
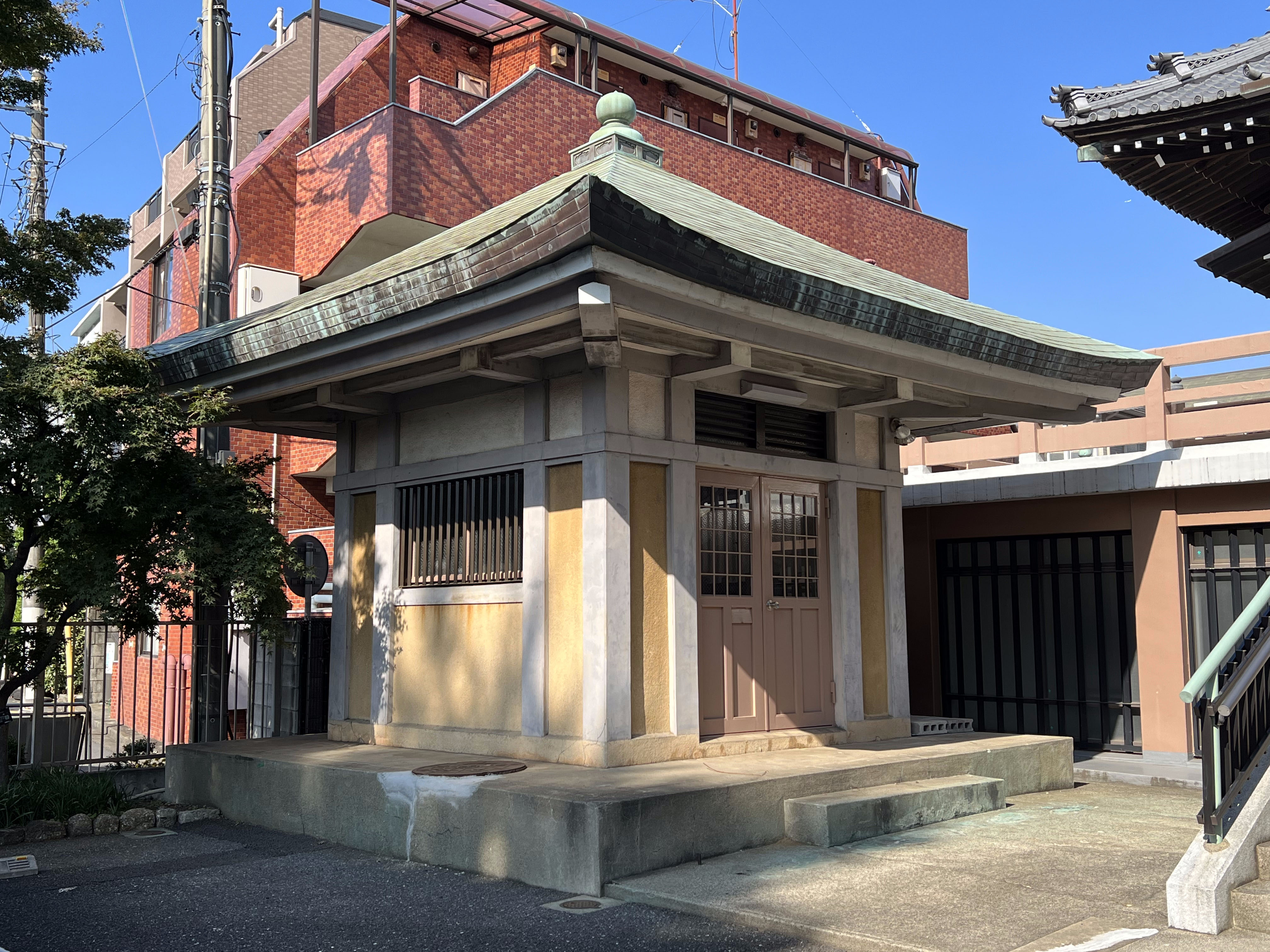
閻魔堂
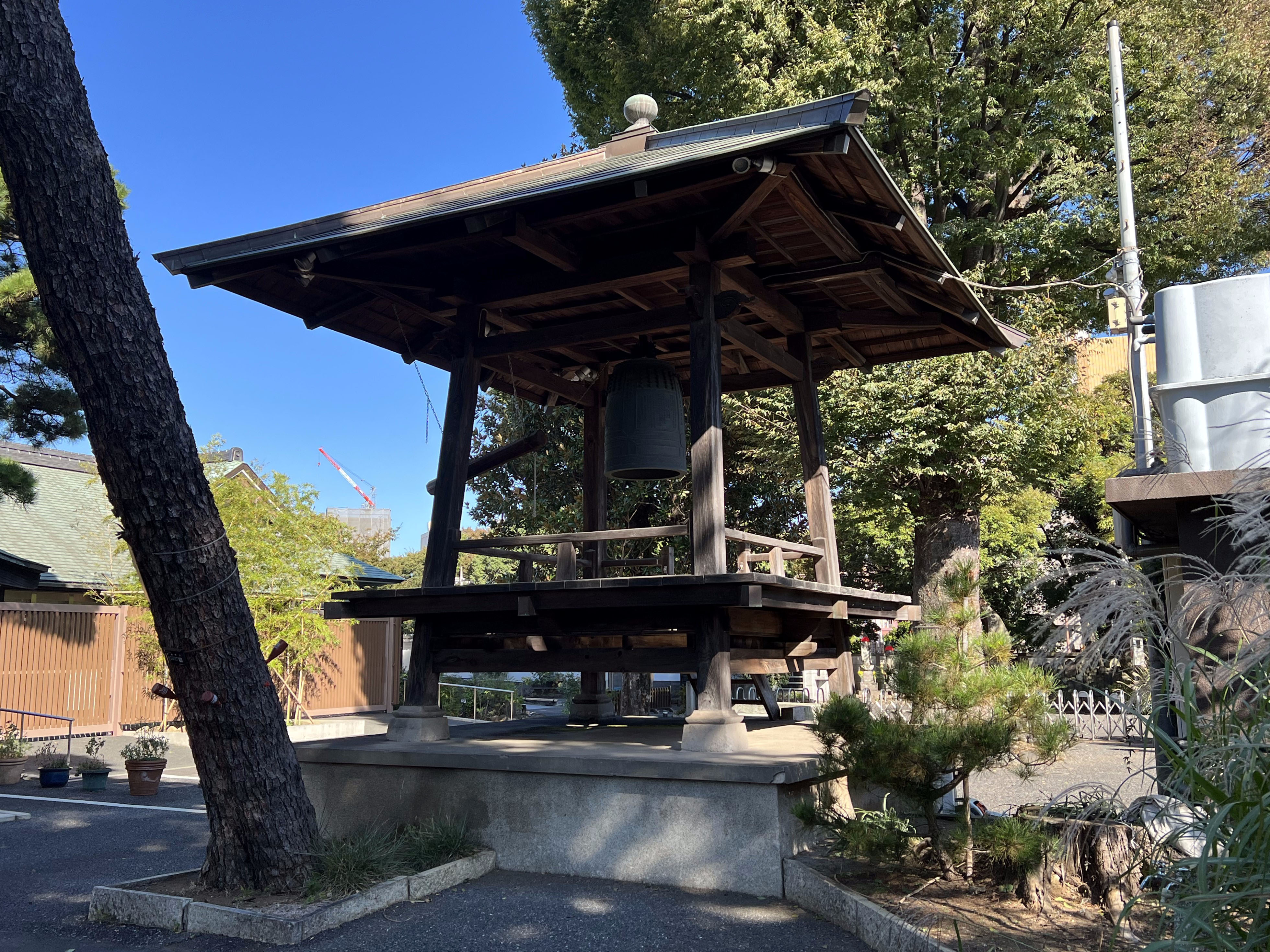
鐘楼堂
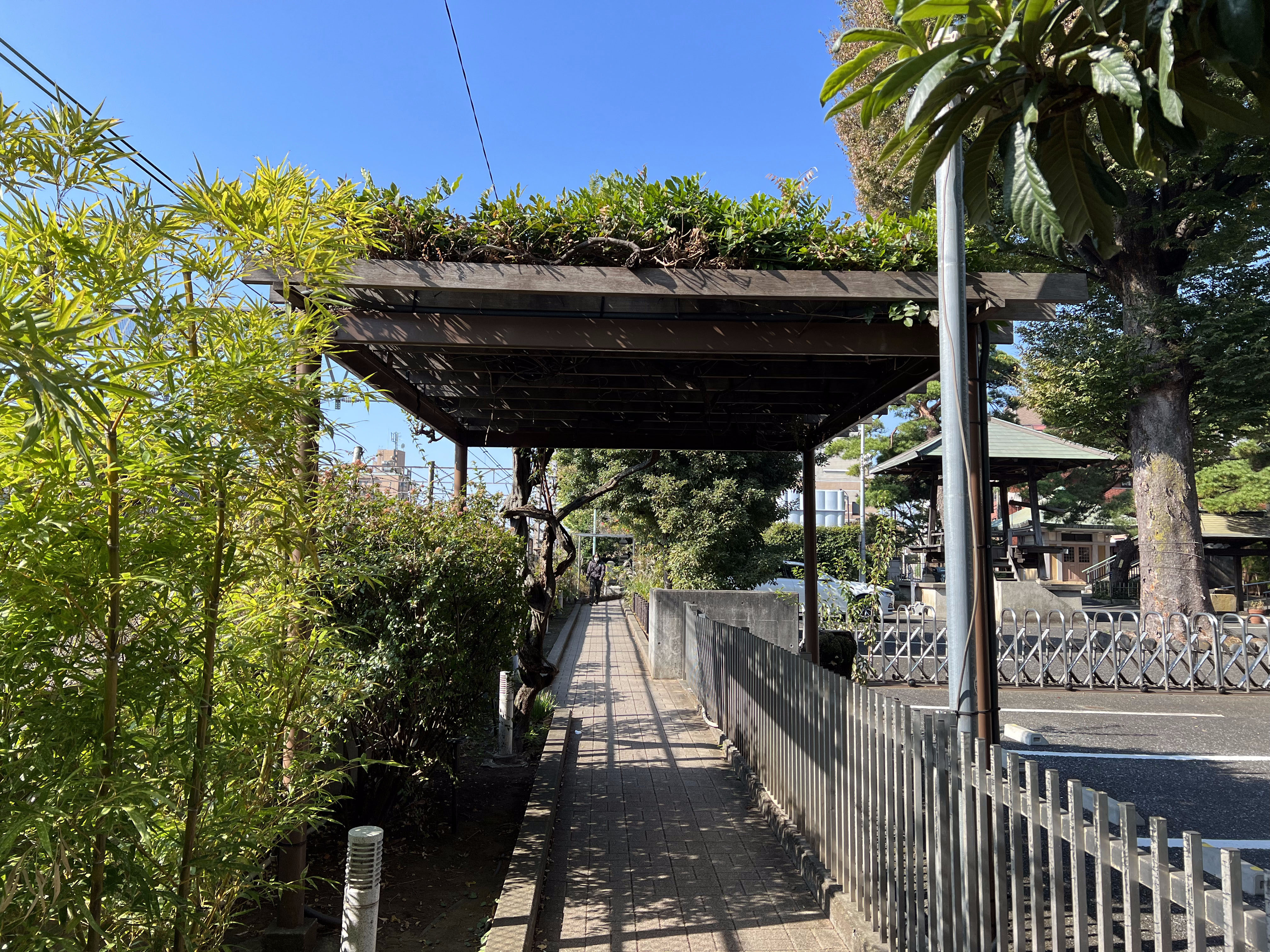
荻の小径

## 主な行事
- 2月15日 - 釈迦涅槃会
- 4月8日 - 花まつり
- 5月第3日曜日 - 本尊開帳
- 7月16日 - 施餓鬼会
- 12月31日 - 除夜式法要[5]

## アクセス
- 中央線快速・総武線各駅停車・丸ノ内線 「荻窪駅」より徒歩3分。
- 専用駐車場あり[6]。